# メアリー・ガーデン
メアリー・ガーデン（Mary Garden, 1874年2月20日 – 1967年1月3日）は、フランスとアメリカ合衆国でオペラ歌手として活躍したスコットランド人ソプラノ歌手。

## 概要
幼少期に渡米してアメリカ合衆国の市民権を取得しているが、長年フランスに暮らし、スコットランドに隠退した。「オペラ界のサラ・ベルナール」と評されているように、有能な声楽家であっただけでなく、演技力に秀でた女優でもあった。声色の興味深い使い分けをする陰翳に富んだ演技は、特に称賛の的であった。広い声域と柔軟性に恵まれた美声によって、1900年代のパリで最初の成功を掴んだ。オペラ＝コミック座の主役級のソプラノ歌手となり、クロード・ドビュッシーの《ペレアスとメリザンド》（1902年）のメリザンド役を含む数々の役柄の世界初演を行い、音楽史に名を遺した。ジュール・マスネとは密な協力関係にあったことからその歌劇の解釈は他の追随を許さず、《シェリュバン（ケルビーノ）》（1905年）を作曲してもらって主役を演じた。1903年から1929年にかけて、エジソン社（GE、RCA）やパテ社、コロムビア・レコード、ビクター社によって多数の録音が遺されている。
1907年にオスカー・ハマースタイン1世に説得されてニューヨーク市のマンハッタン歌劇場に出演すると、たちまち成功を収めた。1910年までにガーデンの名はアメリカで御馴染みのものとなり、ボストンやフィラデルフィアなど、米国の大都会の歌劇場に進出を果たした。1910年から1932年まではシカゴを拠点とし、さしあたって1910年から1913年までシカゴ大歌劇団に出演してから、次いで1915年にシカゴ・オペラ協会の会員となり、1921年にはその監督に抜擢された。翌年に協会が破産したため、わずか1年間の任期であったが、セルゲイ・プロコフィエフの《3つのオレンジへの恋》の世界初演の舞台演出を引き受けたことは名高い。その後間もなくシカゴ市民歌劇場の監督に就任するとともに、1931年までは歌手としても舞台に上り、いくつかの米国初演を行なった。また、サミュエル・ゴールドウィン製作の2つの無声映画にも出演している。
1934年に舞台から引退すると、メトロ・ゴールドウィン・メイヤーに人材発掘担当として勤めつつ、1949年までドビュッシーの生涯や作品について講演とリサイタルを開いたりした。スコットランドに隠退してからは、1951年に自叙伝『メアリー・ガーデン物語』（Mary Garden's Story）を上梓して成功させた。

## 生涯

### 生い立ちから花形歌手になるまで
スコットランドのアバディーンに生まれる。9歳の時に家族に連れられ渡米し、マサチューセッツ州チコピーに移住するが、ほんの数年でコネチカット州ハートフォードに引っ越し、1888年にはイリノイ州シカゴに転居した。新人歌手として将来性が嘱望されると、富豪デイヴィッド・メイヤー夫妻の経済的な援助を受けて、シカゴのセイラ・ロビンソン＝ダフに入門することができた。1896年には、引き続きメイヤー夫妻の援助のもとにパリに留学、一時期トラバデロやリュシアン・フュジェールに入門するなどしてさらに学習を続け、ジャック・ブーイやジュル・シュヴァリエ、マチルデ・マルケージにも師事している。1899年には支援者からの後ろ盾を失ったものの、米国人ソプラノ歌手のシビル・サンダーソンに師事するようになる。サンダーソンはマスネや、オペラ＝コミック座の当時の支配人アルベール・カレに引き合わせた。カレはガーデンの声に感銘を受け、1900年にガーデンをオペラ＝コミック座の出演者名簿に加えた。1900年4月10日にオペラ＝コミック座においてギュスターヴ・シャルパンティエの《ルイーズ》の主役を演じ、オペラ界にデビューを果たす。ガーデンはルイーズ役を稽古していたとはいえ、土壇場で病気のマルト・リオトンの代役に抜擢されたため、初舞台が事業計画に組まれていたわけではなかった。 

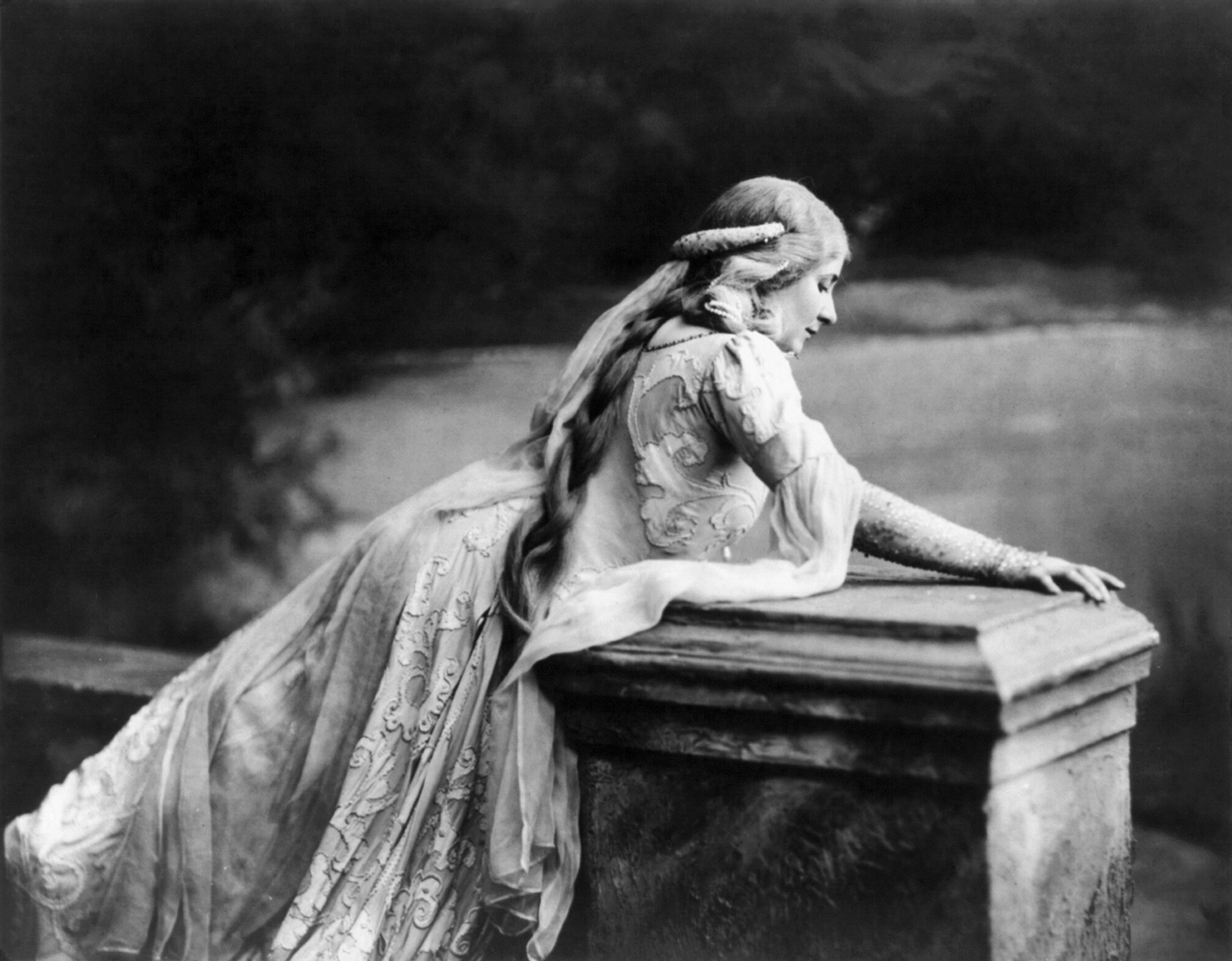
ドビュッシーのオペラのメリザンド姫に扮するメアリー・ガーデン

デビューを果たすと、たちまちオペラ＝コミック座の主役級のソプラノの一人となった。1901年には2つの世界初演で主演した。一つはリュシアン・ランベールの《ラ・マルセイエーズ》のマリー役であり、もう一つはガブリエル・ピエルネの《タバランの娘（La fille de Tabarin）》のディアーヌ役である。同年エクス＝レ＝バンにおいて、マスネの《タイス》のタイトルロールを歌い、モンテカルロ歌劇場ではマスネの《マノン》とアンドレ・メサジェの《お菊さん》のタイトルロールを演じた（すべてサンダーソンの特訓を受けている）。1902年には、クロード・ドビュッシーの指名を受けて、《ペレアスとメリザンド》の初演でヒロインを演じ、ガーデンの演技は評論家から称賛された。リヒャルト・シュトラウスの楽劇《サロメ》の仏語版では、主役を創唱して大旋風を捲き起こした。 
《ペレアスとメリザンド》の成功に続いて、まだパリで公演に出演中に、一時的にロンドンに渡り、コヴェント・ガーデン王立歌劇場で歌った。1902年から1903年までのコヴェント・ガーデンの定期では、《マノン》のタイトルロールやグノーの《ロメオとジュリエット》のヒロイン、同じくグノーの《ファウスト》のマルグリット役として出演している。しかしながらガーデンはロンドンが気に入らず、2度とロンドンでは契約しないことに決めた。一方、この頃オペラ＝コミック座では、マスネの《グリセリディス》のタイトルロール（1902年）や、ジュゼッペ・ヴェルディの《椿姫》の主人公ヴィオレッタ（1903年）、クサヴィエ・ルルーの《王妃フィアメット（La reine Fiammette）》（1903年）の王妃役、サン＝サーンスの《エレーヌ》の主役（1905年）を演じた。また、1905年には、モンテカルロ歌劇場におけるマスネの《シェリュバン》の世界初演で主人公を演じている。翌1906年にはオペラ＝コミック座に復帰して、カミーユ・エルランジェの《アフロディーテ》の世界初演でクリシス役を演じた。

### フランスから米国へ

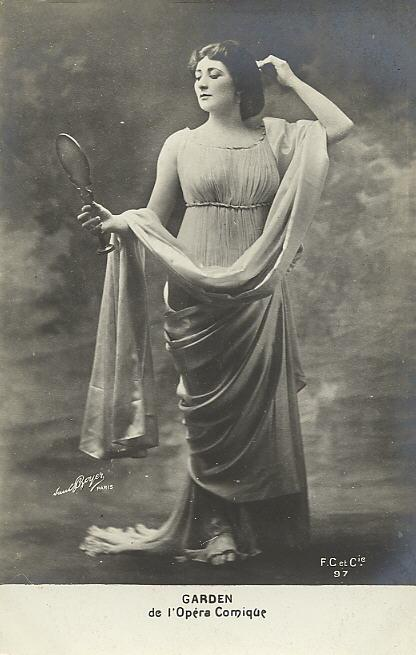
タイスに扮するメアリー・ガーデン

オスカー・ハマースタイン1世からメトロポリタン歌劇場におけるコンテストに参加するよう説得されて、オペラ＝コミック座との契約を破棄し、マンハッタン歌劇場（Manhattan Opera Company）に入団した。1907年11月25日にマンハッタン歌劇場において、すっかりお似合いの役柄となった《タイス》のタイトルロールを演じて米国デビューを果たした。マスネの《ノートルダムの曲芸師》への摩訶不思議な少年の役での出演（1908年）や、ドビュッシーの《ペレアスとメリザンド》の米国初演によって、さらにアメリカの聴衆の度肝を抜いた。
1908年にはパリに戻ると1シーズンのみオペラ座に出演し、アンブロワーズ・トマの『ハムレット』のオフィーリア役（1908年）や、アンリ・フェヴリエの《モンナ・ヴァンナ》のタイトルロール（1909年）などを歌った。ブリュッセルでは《ファウスト》のマルグリット役を演じている（1909年）。その後1909年にニューヨークに再上陸し、リヒャルト・シュトラウスの《サロメ》の主役を演じた。この公演では、全身タイツを着用して臨んだ「7つのヴェールの踊り」よりも、洗礼者ヨハネの生首に猥らな口づけをする場面において、アメリカ人聴衆の大多数に倫理的な衝撃を与えた。

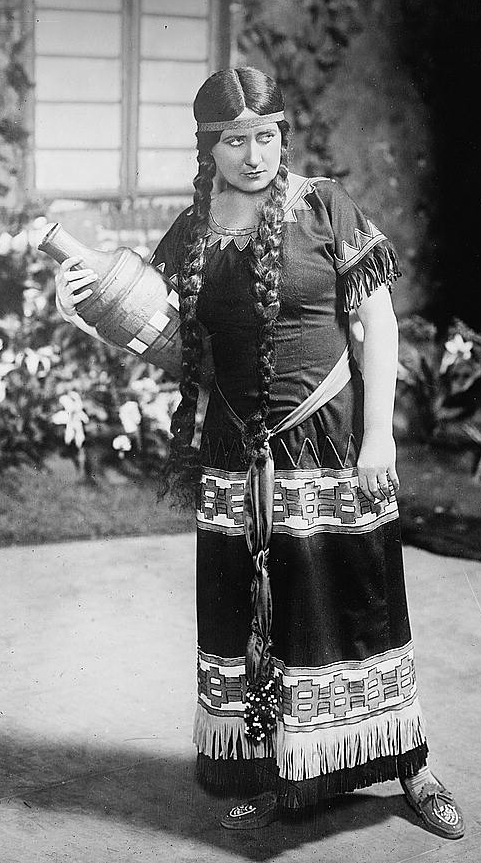
ハーバートの《ナトマ》のタイトルロールに扮して

1910年までにガーデンの名はアメリカ国内に知れ渡った。1910年にマンハッタン歌劇場を退団して1913年までシカゴ大歌劇団（Chicago Grand Opera Company）に移籍し、メリザンド役やマスネの《ドン・キショット》のドゥルシネア姫役、同じくマスネの《サンドリヨン》の王子役、ビゼーの《カルメン》やプッチーニの《トスカ》のヒロインを演じた。アメリカの他の大都市にも出演し、ボストンではアンリ・フェヴリエの《モンナ・ヴァンナ》の米国初演で、また1911年2月25日にはフィラデルフィアにおいて、ヴィクター・ハーバートの《ナトマ（Natoma）》の世界初演で、それぞれヒロインを演じた。
次いで1915年から1921年まで、シカゴ・オペラ協会（Chicago Opera Association）に出演し、マスネの《クレオパトラ》の主人公（1919年）や、アンリ・フェヴリエの《ジスモンダ》のタイトルロール（1919年世界初演）、モンテメッツィの《三人の王の恋（L'amore dei tre re）》のフィオーラ役などを演じた。シカゴ・オペラ協会の最後のシーズンとなった1921年から1922年には、協会の監督にも就任して、プロコフィエフの《3つのオレンジへの恋》の世界初演の舞台制作を引き受けている。この頃にはサミュエル・ゴールドウィン製作の2つの無声映画にも出演した。第一次世界大戦中はフランス政府とセルビア王国政府から受勲し、1921年にはレジオンドヌール勲章シュヴァリエ級を授与された。
1922年には、新設されたシカゴ市民オペラ（Chicago Civic Opera）に監督として就任するとともに、1931年までは歌手として出演もした。演じた役柄に、マスネの《ウェルテル》のシャルロット役（1924年）、フランコ・アルファーノの《復活》の仏語版におけるカチューシャ役（1925年、米国初演）、アルテュール・オネゲルの《ジュディット》のヒロイン（1927年、米国初演）が挙げられる。1930年にはハミルトン・フォーレストの《カミーユ》の世界初演にも出演し、同年にはオペラ＝コミック座に復帰していくつかのオペラに出演した。1931年にシカゴ市民オペラが倒産すると、その最終公演である《カルメン》に出演した。
1934年にアルファーノの《復活》のカチューシャ役でオペラ＝コミック座に出演したのを機に、オペラ界から勇退する。引退後は、MGMのタレントスカウトを務めたり、1949年まで、クロード・ドビュッシーの生涯や作品について講演してリサイタルを開いたりした。生涯のほとんどを通じて、若手歌手を大っぴらに励ますだけでなく、若手が訓練を積むことができるように密かに資金を援助してもいた。引退後は、マスタークラスを主宰して若手芸術家を支援し続け、有望な若手には無料で参加することも認めた。

### 私生活
メアリー・ガーデンは、自叙伝やマイケル・ターンブルの評伝に描写されているように、我を通す方法を心得ていた典型的なディーバであった。さまざまな音楽家仲間との数々のいがみ合いの末に、いつでも勝利者として成果を出し、とうとうシカゴ・オペラ協会の支配権を手に入れている。華やかな私生活は、本人がしつこく自己宣伝したことも手伝って、公演よりもしばしば注目の的となり、恋愛遍歴は、真実であれ架空であれ、とかく醜聞として新聞紙を賑わせがちであった。
自叙伝『メアリー・ガーデン物語』（1951年）は、不正確さが欠点となっている。脚色や誇張を加えるいつもの癖で、手稿を作成する時にはきまって出任せを並べていた。
メアリー・ガーデンは、生涯最後の30年間をアバディーン近郊のインヴァーリー（Inverurie）で過ごし、同地で世を去った。アバディーン西端には、メアリー・ガーデンを記念して小庭園が造営されており、中には小さな石碑とベンチが据えられている。

## 録音と映像
メアリー・ガーデンは、1903年から1929年にかけて、グラモフォン&タイプライター社やコロムビア・レコード、ビクター社のために録音を残した。その音源は再発を重ねて、歴史的なオペラ音源の愛好家の興味の的となってきたが、ガーデン本人は録音スタジオでの活動の結果にたいてい失望してばかりであったという。中でも最も興味深いのは、1904年にパリでクロード・ドビュッシーの伴奏で作成した録音である。放送音源からも少数ながら音盤が作成されている。
ガーデンが出演した2つのサミュエル・ゴールドウィン製作の無声映画のうち、1917年に制作されたのが『舞妓タイース』であり、1918年に製作されたのが第一次世界大戦を舞台とした恋愛映画『誉の犠牲』であった。ガーデンの声がなかったために、演技は酷評され、どちらの映画も成功しなかった。